# إيزابيلا بيتون
إيزابيلا ماري بيتون (بالإنجليزية: Isabella Beeton) (ني ميسون) (12 مارس 1836 - 6 فبراير 1865) كانت معروفة أيضا باسم السيدة بيتون، مؤلفة النسخة الإنجليزية من كتاب السيدة بيتون للإدارة المنزلية (نشرت لأول مرة في عام 1861)، وهي واحدة من أشهر وأكثر كتب الطبخ مبيعا في العصر الفيكتوري.
ولدت إيزابيلا في 24 شارع الميلك، شبسد، في لندن، إنجلترا. توفي والدها، بنيامين ميسون، عندما كانت في الرابعة من عمرها. في عام 1843، تزوجت والدتها، إليزابيث جيرم من هنري دورلينك والذي كان أرمل ولديه أربعة أطفال.